# آبنا آپیا
آبنا آپیا (زاده ۲ ژوئن ۱۹۹۳) یک خواننده، مدل و ملکه زیبایی غنائی -آمریکایی است که در سال ۲۰۱۶ عنوان ملکه زیبایی یونیورس و دوشیزه گرند اینترنشنال ۲۰۲۰ را به دست آورد. او به عنوان دوشیزه گراند ایالات متحده آمریکا منصوب شد و اولین زن سیاهپوستی بود که برنده تاج دوشیزه گرند اینترنشنال شد. او قبلاً نماینده غنا در دو مسابقه بین‌المللی زیبایی چهار بزرگ بود.
آبنا به عنوان خواننده چندین تک آهنگ منتشر کرده است. او همچنین به عنوان یک مدل کار کرده است و در موزیک ویدیوهای " Wake Up in the Sky " به خوانندگی برونو مارس، گوچی مانه و کداک بلک و همچنین حلقه جنیفر لوپز ظاهر شده است.